# 孝子內親王
孝子內親王，慶安3年十月十一（1650年11月4日） - 享保10年六月廿六（1725年8月4日），為日本江戶時代的皇族。後光明天皇第一皇女，幼名女一宮。生母為典侍庭田秀子。
承應3年（1654年），後光明天皇在22歳的英年崩御。天皇的子女中只有孝子內親王一人，嗣養子的識仁親王年紀尚幼，沒有其他適合繼位的男性皇嗣，因此以後光明天皇之弟──良仁親王繼位，是為後西天皇，並等識仁親王成年後再予之傳位
孝子內親王作為後光明天皇唯一的親生子女，以嫡女的身分受到重視。天和3年12月（1684年1月）得到內親王宣下，寬永5年（1708年）獲敘一品。後來，孝子內親王落髮出家，終身未婚。
享保10年（1725年），76歲的孝子內親王在薨去之際，得到了准三后宣下和女院宣下，稱禮成門院。
天皇的后妃、生母以外身分而獲得女院身分者，除孝子內親王外，只有有320年以前的北山院日野康子（室町幕府3代将軍足利義滿正室），而孝子內親王也是目前最後一位以未婚內親王身份獲得女院身分者。
孝子內親王逝世後葬於京都市上京區的般舟院陵内。